# تيم مارشال
تيم مارشال (بالإنجليزية: Tim Marshall)‏ هو مراسل بريطاني، ولد في 1 مايو 1959 في إنجلترا في المملكة المتحدة.